# Джордж Даллас
Джордж Міффлін Даллас (англ. George Mifflin Dallas; 10 липня 1792, Філадельфія, Пенсільванія — 31 грудня 1864, Філадельфія, Пенсільванія) — американський політик і 11-й віцепрезидент США з 1845 по 1849 рік. До цього призначення, з 1837 до 1839 року займав посаду Посла США в Російській імперії.